# Władysław Deptuła
Władysław Romuald Deptuła (ur. 5 lutego 1911 w Radomiu, zm. 9 grudnia 1944 w Litomierzycach) – polski działacz katolicki, prawnik i publicysta. 

## Życiorys
Absolwent Gimnazjum im. św. St. Kostki w Płocku (1929). W 1934 ukończył studia prawnicze na KUL. Aktywny członek „Odrodzenia” i Akcji Katolickiej, był m.in. prezesem Katolickiego Stowarzyszenia Młodzieży Męskiej Archidiecezji Warszawskiej. Publikował w czasopismach: „Ruch Katolicki”, „Prąd”, „Na Wyżyny”, „Pro Christo”. Na stopień podporucznika rezerwy został mianowany ze starszeństwem z 1 stycznia 1937 i 1343. lokatą w korpusie oficerów piechoty.
Walczył w kampanii wrześniowej. Jesienią 1939 zaangażowany na KUL jako asystent  na Wydziale Prawa i Nauk Ekonomicznych. Po zamknięciu uniwersytetu ukrywał się, był członkiem AK. W 1944 na tajnym Uniwersytecie Warszawskim uzyskał tytuł doktora z zakresu prawa kanonicznego. W sierpniu 1944 aresztowany i wywieziony do obozu koncentracyjnego w Litomierzycach na terenie Protektoratu Czech i Moraw. Tam został zamordowany przez Niemców.
Jego synem był historyk mediewista Czesław Deptuła. 

## Wybrane publikacje
- Akcja Katolicka a chrześcijański ruch robotniczy w Polsce : (próba rozwiązania), Lublin 1934.
- Akcja Katolicka a organizacje kościelne, słowo wstępne Teodor Kubina, Poznań: Księgarnia św. Wojciecha 1934.
- Statut, regulaminy, instrukcje K.S.M. oraz obowiązujące państwowe przepisy prawne, zebr. i objaśnieniami opatrzył Władysław Deptuła, Warszawa: Katolicki Związek Mężów 1936.
- (współautor: Stanisław Sprusiński), Podręcznik organizacyjny oddziału K.S.M., Warszawa: Katolicki Związek Mężów: Sk. gł. Katol. Tow. Wyd. Kronika Rodzinna 1937.
- Praca kulturalno-oświatowa w oddziale K.S.M., Warszawa: Kronika Rodzinna 1938.